# Gale Hawthorne
Gale Hawthorne is een personage in de boeken De Hongerspelentrilogie, geschreven door Suzanne Collins, en de verfilmingen. In de films tot nu toe, The Hunger Games, Catching Fire, Mockingjay - Part 1 en Mockingjay - Part 2 wordt het personage vertolkt door Liam Hemsworth.

## Het verhaal
Gale Hawthorne is een achttienjarige jongen die in district 12 woont en de beste vriend is van Katniss Everdeen. Hij heeft haar de eerste keer ontmoet buiten de terreinen van District 12 in het bos waar ze jagen. Toen sprak zij haar naam zo zacht uit dat hij Catnip verstond, wat kattenkruid betekent. Sindsdien noemt hij haar Catnip. Toen er een lynx achter haar aan begon te lopen, werd het zijn vaste bijnaam voor haar. Op de dag van de Boete wanneer zij voor het jagen even met elkaar praten, stelt hij haar voor dat ze samen konden wegvluchten, wat Katniss aan het denken zet. Gale heeft het ook over kinderen krijgen, hij zegt dat hij ze graag wil. Katniss vindt dat het niet moeilijk moet zijn voor hem om aan een vrouw te komen, hij kan jagen en is sterk genoeg om het werk in de mijnen aan te kunnen. Gale werkt in een kolenmijn in district 12. Hij is verliefd op Katniss en vertelt haar dit later ook. Omdat zij verkozen is als tribuut moet hij het gezin van Katniss in leven houden. Haar gezin bestaat uit haar zusje Primrose en haar moeder. Gales vader is net als die van Katniss overleden bij een mijnongeluk. Ze jagen samen en verdienen zo hun geld. Gale zorgt voor zijn familie. Later wordt bekendgemaakt dat het Capitool Gale als Katniss' neef vermeldt. Volgens Katniss is hij lang, knap, heeft grijze ogen, donkerbruin haar en een olijfkleurige huid. Net als iedereen in de Laag.